# Axios (Nachrichtenwebsite)
Axios (stilisiert als ΛXIOS) ist eine US-amerikanische Nachrichten-Website mit Sitz in Arlington, Virginia. Sie wurde 2016 gegründet und im folgenden Jahr von den ehemaligen Politico-Journalisten Jim VandeHei, Mike Allen und Roy Schwartz ins Leben gerufen. Der Name der Website basiert auf dem griechischen ἄξιος (áxios), was „würdig“ bedeutet.
Die Artikel von Axios sind typischerweise kurz und sachlich; die meisten sind kürzer als 300 Wörter und enthalten Aufzählungspunkte, was das Kopieren erleichtert. Neben Nachrichtenartikeln produziert Axios täglich und wöchentlich branchenspezifische Newsletter (einschließlich Allen’s Axios AM, ein Nachfolger des Newsletters Politico Playbook) und zwei tägliche Podcasts.
Am 1. September 2022 schloss Cox Enterprises die Übernahme von Axios ab.

## Geschichte
Jim VandeHei wollte ursprünglich erreichen, dass Axios eine „Mischung aus The Economist und Twitter“ werde. Das Unternehmen deckte zunächst eine Mischung aus Wirtschaft, Politik, Technologie, Gesundheitswesen und Medien ab. VandeHei sagte, Axios werde sich auf die „Kollision zwischen Technologie und Bereichen wie Bürokratie, Gesundheitswesen, Energie und Verkehrsinfrastruktur“ konzentrieren. Zum Start wurde Nicholas Johnston, ehemaliger Chefredakteur bei Bloomberg L.P., zum Chefredakteur ernannt.
Im Sommer 2016 sicherte sich Axios in einer von Lerer Hippeau Ventures angeführten Finanzierungsrunde 10 Millionen US-Dollar. Zu den Unterstützern zählen der Medienpartner NBC News, Laurene Powell Jobs’ Emerson Collective, Greycroft Partners sowie David und Katherine Bradley, Eigentümer der Atlantic Media. Das Unternehmen konnte bis November 2017 eine Fördersumme von 20 Millionen US-Dollar erreichen. Es war geplant, sich auf „Geschäfts-, Technologie-, Politik- und Medientrends“ zu konzentrieren. Axios generiert Einnahmen durch kurze native Werbung und gesponserte Newsletter. In den ersten sieben Monaten erzielte das Unternehmen einen Umsatz von mehr als 10 Millionen US-Dollar. Zu seinen Werbekunden zählen Exxon Mobil und Koch Industries.
Im Januar 2017 stellte Axios Evan Ryan, damaliger Assistant Secretary of State for Educational and Cultural Affairs, und ehemaliges Stabsmitglied des damaligen Vizepräsidenten Joe Biden, als Executive Vice President ein. Im März 2017 hatte das Unternehmen nach eigenen Angaben 60 Mitarbeiter, davon 40 in der Redaktion. Laut comScore hatte Axios im September 2017 6 Millionen Besucher. Im November 2017 gab Axios an, 200.000 Abonnenten von 11 Newslettern zu haben, mit einer durchschnittlichen Öffnungsrate von 52 Prozent. Im selben Monat kündigte das Unternehmen an, eine neue Investition in Höhe von 20 Millionen US-Dollar zu verwenden, um die Datenanalyse und Produktentwicklung zu erweitern, das Publikumswachstum zu finanzieren und die Mitarbeiterzahl von 89 auf 150 aufzustocken.
Im März und April 2019 berichteten HuffPost und Wired, dass Axios ein Unternehmen dafür bezahlt hatte, seinen Ruf zu verbessern, indem es sich für Änderungen an den Wikipedia-Artikeln über Axios und Jonathan Swan einsetzte.
Im Juli 2020 erhielt Axios Bundesdarlehen in Höhe von 4,8 Millionen US-Dollar aus dem Paycheck Protection Program als Gehaltsersatz während der COVID-19-Pandemie. Später gab das Unternehmen das Geld zurück, während VandeHei erklärte, dass die Kredite „politisch polarisierend“ geworden seien. Im September 2020 berichtete das Wall Street Journal, dass Axios auf dem besten Weg sei, im Jahr 2020 profitabel zu sein, „trotz der wirtschaftlichen Turbulenzen aufgrund des Coronavirus, die zu umfangreichen Entlassungen und Gehaltskürzungen bei vielen Medienunternehmen führten“.
Im Mai 2021 berichtete das Wall Street Journal, dass die Fusionsgespräche zwischen Axios und The Athletic beendet seien und letztere sich für einen Deal mit der New York Times entschieden habe.
Am 8. August 2022 gab Axios bekannt, dass es für 525 Millionen US-Dollar an Cox Enterprises verkauft wurde. Dem Deal zufolge besitzt Cox 70 % des Unternehmens, während Axios-Mitarbeiter und seine Gründer Eigentümer der restlichen 30 % bleiben. Die Übernahme wurde im folgenden Monat abgeschlossen.
Im März 2023 entließ Axios Ben Montgomery, einen Finalisten für den Pulitzer-Preis, nachdem er in einer E-Mail-Antwort eine Pressemitteilung über eine Veranstaltung von Ron DeSantis, „die den Betrug mit Vielfalt, Gerechtigkeit und Inklusion in der Hochschulbildung aufdeckte“, als „Propaganda“ bezeichnete.

## Inhalte
Die Inhalte von Axios sind für digitale Plattformen wie Facebook und Snapchat sowie für die eigene Website konzipiert. Durch einen Vertrag mit der National Broadcasting Company (NBC) traten Reporter in den Fernsehnachrichten von NBC News und MSNBC auf. Im Rahmen der Partnerschaft mit NBCUniversal war Mitbegründer Mike Allen in der MSNBC-Show Morning Joe zu sehen. Inhalte werden über Newsletter zu Politik, Technologie, Gesundheitswesen und anderen Themen verbreitet. Zu den Newslettern gehört ein täglicher Bericht von Allen, der früher den Playbook-Newsletter von Politico verfasste. Typische Artikel sind kürzer als 300 Wörter.
Im Jahr 2018 identifizierten die Herausgeber des Literaturmagazins n+1 Axios als Beispiel für einen neuen Schreibstil, der „zugleich vorsichtig und schrill, zurückhaltend und deklarativ ist“, um ungeduldige Leser anzusprechen. Sie schrieben: „Axios, dessen Name eine Mischung aus einem Rüstungsunternehmen und einem aggressiven Männerdeodorant ist, hat auf alles außer Thesen und Stichpunkte verzichtet.“ Laut einer Studie der John S. and James L. Knight Foundation aus dem Jahr 2020 wird Axios im Allgemeinen von einem zentristischen Publikum gelesen, das leicht nach links tendiert.
Im Jahr 2021 gewann die Dokumentarserie Axios auf dem Home Box Office (HBO) den News and Documentary Emmy Award in der Kategorie Herausragende Interviews für ihr bahnbrechendes Interview von Jonathan Swan mit dem damaligen Präsidenten Donald Trump.